# 正覚寺 (葛飾区東立石)
正覚寺（しょうがくじ）は、東京都葛飾区にある真言宗豊山派の寺院。

## 歴史
1573年（天正元年）、明星坊によって開山された。
なお、約3キロメートル北西の同区小菅に同名の寺があるが、こちらも真言宗豊山派の寺院である。開山年代もほぼ同時期である。
現在の当寺の本尊は阿弥陀如来である。しかし『新編武蔵風土記稿』では、なぜか地蔵となっている。
1970年代に伽藍等を新築した。

## 交通アクセス
- 京成立石駅より徒歩10分（経路案内）。